# Planaphrodes araxicus
Planaphrodes araxicus är en insektsart som beskrevs av Logvinenko 1971. Planaphrodes araxicus ingår i släktet Planaphrodes och familjen dvärgstritar. Inga underarter finns listade i Catalogue of Life.